# Terrorangriff auf Fambita
Der Terrorangriff auf Fambita war ein Angriff mehrerer bewaffneter Männer am 21. März 2025 zunächst auf die Moschee in Fambita, einem Dorf in Niger. Es wurden 44 Zivilisten getötet und 13 weitere verletzt, davon vier schwer. Zunächst griffen die Bewaffneten gegen 14 Uhr die örtliche Moschee an. Dazu hatten sie die Moschee umzingelt, wo sich Gläubige während des Ramadan zum Freitagsgebet versammelt hatten. Bei ihrem Rückzug setzten die Angreifer den Markt und mehrere Wohnhäuser in Brand.
Die Regierung Nigers macht für den Angriff die Terrororganisation Islamischer Staat in der Größeren Sahara (ISGS) verantwortlich. Der IS-Ableger bekannte sich bislang nicht zum Angriff. Die Regierung Nigers ordnete nach dem Massaker eine dreitägige Staatstrauer an. Zwei Tage zuvor hatten die Streitkräfte Nigers einen Luftangriff in derselben Region durchgeführt, bei dem 45 ISGS-Angehörige getötet worden sein sollen.
Der Innenminister von Niger, Mohamed Toumba, bezeichnete den Terrorangriff als feige und unmenschliche Tat.